# Подгорє-об-Севничні
Подгорє-об-Севничні (словен. Podgorje ob Sevnični) — поселення в общині Севниця, Споднєпосавський регіон, Словенія. Висота над рівнем моря: 477,9 м.